# Mid-Herts Football League
The Mid-Herts Football League var en engelsk fotbollsliga. Den hade två divisioner, Mid-Herts Football League Premier Division och Division One. Toppdivisionen Premier Division låg på nivå 13 i det engelska ligasystemet. Den var en matarliga till Hertfordshire Senior County League.
Ligan slogs sig samman med North Hertfordshire League och bildade sommaren 2006 en ny liga med namnet North & Mid-Herts Football League.